# Lecane lateralis
Lecane lateralis is een raderdiertjessoort uit de familie Lecanidae. De wetenschappelijke naam van deze soort is voor het eerst geldig gepubliceerd in 1978 door Sharma.